# Meister des Ehninger Altars
Als Meister des Ehninger Altars wird ein vermutlich im Umkreis von Rottenburg am Neckar zwischen 1467 und 1476 greifbarer  Maler und Zeichner bezeichnet, der stark durch die Altniederländische Malerei beeinflusst war. Der namentlich nicht bekannte Künstler erhielt seinen Notnamen nach dem von ihm geschaffenen Ehninger Altar. Dieses für die Pfarrkirche St. Maria in Ehningen bei Böblingen geschaffene Werk entstand um 1476 als eine Stiftung der Pfalzgräfin Mechthild, deren Wappen am Altar zu finden ist und die ab 1463 ihren Witwensitz in Rottenburg hatte.

## Herkunft und Stil
Der Meister des Ehninger Altars stammt fast sicher nicht aus der Region und hat seine Werkstatt nach Zuwanderung aus einer anderen süddeutschen Gegend im schwäbischen Raum aufgebaut. Malstil und Gesamtkomposition des Ehninger Altars sowie insbesondere einige Details erinnern stark an Arbeitsweise und Motivwahl von Dierick Bouts. In der Kunstgeschichte wird allgemein die Vermutung anerkannt, dass der Altar ein heute verlorenes Werk dieses niederländischen Malers als Vorbild gehabt hat. Eventuell war der Meister des Ehninger Altars sogar Diericks Schüler. Der Altar ist ein für die schwäbische Kunst seiner Zeit eher untypisches Beispiel, da er letztendlich auf Rogier van der Weyden zurückgehenden Einfluss und Farbwahl zeigt.

## Ehninger Altar
Der Ehninger Altar ist ein Triptychon, gemalt in Tempera und Öl auf Fichtenholz. Der Meister des Ehninger Altars stellt Szenen der Auferstehung und Himmelfahrt Christi sowie das Pfingstwunder dar. Die mit Leinwand überzogenen Außenseiten zeigen die Verkündigung an Maria.
Das Werk befindet sich heute in der Staatsgalerie Stuttgart.